# Quincerot (Yonne)
Quincerot és un municipi francès, situat al departament del Yonne i a la regió de Borgonya - Franc Comtat. L'any 2007 tenia 73 habitants. Continua perdent habitants i el 2017 només eren 60.

## Demografia
Habitants censats

El 2007 hi havia 53 habitatges Hi havia una empresa de construcció i una de comerç i reparació d'automòbils. L'any 2000 a Quincerot hi havia 6 explotacions agrícoles.

## Poblacions més properes
El següent diagrama mostra les poblacions més properes.